# Ciprus-rali
A Ciprus-rali (hivatalosan: Cyprus Rally) egy raliverseny Ciprus szigetén. Első alkalommal 1970-ben rendezték meg, és 1974 és 1975 kivételével minden évben megrendezésre került. 1987 és 1999 között az európai ralibajnokság futamaként szerepelt. 2000-ben volt először rali-világbajnoki verseny. 2007-ben és 2008-ban a közel-keleti ralibajnokság versenynaptárában szerepelt.

## Győztesek
| Év   | Megnevezés                     | Versenyző                   | Navigátor               | Autó                      | Bajnokság |
| ---- | ------------------------------ | --------------------------- | ----------------------- | ------------------------- | --------- |
| 1970 | Cyprus Rally                   | Victor Zachariades          | L. Ellinas, J. Fisher   | Fiat 125                  |           |
| 1971 | 1st Cyprus International Rally | Christos Kirmitsis          | Peter Lawrence          | Ford Escort TC            |           |
| 1972 | 2nd Cyprus International Rally | Lefteris Makrides           | Ph. Erotocritou         | Mercedes 250CE            |           |
| 1973 | 3rd Cyprus International Rally | Stig Blomqvist              | Arne Hertz              | Saab 96 V4                |           |
| 1976 | 4th Cyprus International Rally | Shekhar Mehta               | Yvonne Pratt            | Datsun 160J               |           |
| 1977 | 5th Cyprus International Rally | Kýpros Kyprianou            | Alkis Longinos          | Hillman Avenger           |           |
| 1978 | 6th Cyprus International Rally | Roger Clark                 | Jim Porter              | Ford Escort RS1800        |           |
| 1979 | 7th Rothmans Cyprus Rally      | Ari Vatanen                 | David Richards          | Ford Escort RS1800        |           |
| 1980 | 8th Rothmans Cyprus Rally      | Roger Clark                 | Neil Wilson             | Ford Escort RS1800        |           |
| 1981 | 9th Rothmans Cyprus Rally      | Vahan Terzian               | Ioannakis Theofanous    | Mitsubishi Colt           |           |
| 1982 | 10th Rothmans Cyprus Rally     | Antonio "Tony" Fassina      | Roberto "Rudy" Dalpozzo | Opel Ascona 400           |           |
| 1983 | 11th Rothmans Cyprus Rally     | Jimmy McRae                 | Ian Grindrod            | Opel Manta 400            |           |
| 1984 | 12th Rothmans Cyprus Rally     | John Buffum                 | Fred Gallagher          | Audi Quattro A2           |           |
| 1985 | 13th Rothmans Cyprus Rally     | Mauro Pregliasco            | Daniele Cianci          | Lancia Rally 037          |           |
| 1986 | 14th Rothmans Cyprus Rally     | Patrick Snijers             | Dany Colebunders        | Lancia Rally 037          |           |
| 1987 | 15th Rothmans Cyprus Rally     | David Llewellin             | Phil Short              | Audi Coupé Quattro        | ERC       |
| 1988 | 16th Rothmans Cyprus Rally     | Björn Waldegård             | Fred Gallagher          | Toyota Celica GT-Four     | ERC       |
| 1989 | 17th Rothmans Cyprus Rally     | Yves Loubet                 | Jean-Marc Andrié        | Lancia Delta Integrale    | ERC       |
| 1990 | 18th Rothmans Cyprus Rally     | Dimi Mavropoulos            | Níkos Antoniades        | Audi Coupé Quattro        | ERC       |
| 1991 | 19th Rothmans Cyprus Rally     | Antonis Ieropoulos          | Michalakis Michael      | Mitsubishi Galant VR-4    | ERC       |
| 1992 | 20th Rothmans Cyprus Rally     | Alex Fiorio                 | Vittorio Brambilla      | Lancia Delta HF Integrale | ERC       |
| 1993 | 21st Rothmans Cyprus Rally     | Alex Fiorio                 | Vittorio Brambilla      | Lancia Delta HF Integrale | ERC       |
| 1994 | 22nd Rothmans Cyprus Rally     | Alex Fiorio                 | Vittorio Brambilla      | Lancia Delta HF Integrale | ERC       |
| 1995 | 23rd Rothmans Cyprus Rally     | Maurice Sehnaoui "Bagheera" | Naji Stephan            | Lancia Delta HF Integrale | ERC       |
| 1996 | 24th Rothmans Cyprus Rally     | Armin Schwarz               | Denis Giraudet          | Toyota Celica GT-Four     | ERC       |
| 1997 | 25th Cyprus Rally              | Krzysztof Hołowczyc         | Maciej Wisławski        | Subaru Impreza 555        | ERC       |
| 1998 | 26th Cyprus Rally              | Andrea Navarra              | Alessandra Materazzetti | Subaru Impreza WRX        | ERC       |
| 1999 | 27th Cyprus Rally              | Jean-Pierre Richelmi        | Stéphane Prévot         | Subaru Impreza WRC        | ERC       |
| 2000 | Cyprus Rally 2000              | Carlos Sainz                | Luís Moya               | Ford Focus WRC            | WRC       |
| 2001 | Cyprus Rally 2001              | Colin McRae                 | Nicky Grist             | Ford Focus WRC            | WRC       |
| 2002 | 30th Cyprus Rally              | Marcus Grönholm             | Timo Rautiainen         | Peugeot 206 WRC           | WRC       |
| 2003 | Cyprus Rally 2003              | Petter Solberg              | Phil Mills              | Subaru Impreza WRC        | WRC       |
| 2004 | Cyprus Rally 2004              | Sébastien Loeb              | Daniel Elena            | Citroën Xsara WRC         | WRC       |
| 2005 | Cyprus Rally 2005              | Sébastien Loeb              | Daniel Elena            | Citroën Xsara WRC         | WRC       |
| 2006 | Cyprus Rally 2006              | Sébastien Loeb              | Daniel Elena            | Citroën Xsara WRC         | WRC       |
| 2007 | Cyprus Rally 2007              | Charalambos Timotheou       | Pambos Laos             | Mitsubishi Lancer Evo IX  | MERC      |
| 2008 | Cyprus Rally 2008              | Nicos Thomas                | Spyros "Chips" Georgiou | Mitsubishi Lancer Evo IX  | MERC      |
| 2009 | FxPro Cyprus Rally 2009        | Sébastien Loeb              | Daniel Elena            | Citroën C4 WRC            | WRC       |

- ERC - európai ralibajnokság
- WRC - rali-világbajnokság
- MERC - közel-keleti ralibajnokság

## Külső hivatkozások
- A verseny hivatalos honlapja